# Johan Giese Schultz
Johan Giese Schultz, född omkring 1728, död efter 1764, var en svensk sidenvävare.
Johan Giese Schultz var son till Johan Christian Schultz. Han företog 1753–1757 en för allmänna medel påkostad resa i Europa, bland annat till Berlin där han arbetade som gesäll vid det kungliga färgeriet, och författade vid sin hemkomst en omfattande reseberättelse med den missvisande titeln Beskrifning om manufacturerne i Sverige, som i avskrift om 503 foliosidor förvaras i Linköpings stifts- och landsbibliotek. Han kallade sig sidenvävare då han 1760 fick burskap som handelsman i Stockholm. 1763 omtalas han sista gången i Stockholm, vid faderns död året därpå vistades han utomlands.